# No Man's Sky
No Man's Sky är ett äventyrsspel från 2016 utvecklat av den oberoende studion Hello Games. Spelaren utforskar ett processuellt genererat universum, som innefattar cirka 18 triljoner planeter, många med en egen och unik slumpgenererad  flora och fauna. Det är därför sällsynt att stöta på andra spelare i spelet, eftersom rymden är så stor att det skulle ta 585 miljarder år att besöka alla planeter, även om spelaren bara var en enda sekund på varje planet. Planeterna har även månar.
Genom att utforska får spelarna information om planeterna som de kan lägga till ”The Atlas”, en databas som kan delas med andra i spelet. Spelare kan också skaffa material och ritningar för att uppgradera sin rollfigurs utrustning och köpa olika typer av rymdskepp som möjliggör resor längre in i galaxen. Detta kan i sin tur leda till fredlig eller fientlig interaktion med datorstyrda rymdfarande fraktioner, eller handel med andra skepp. Spelaren kan inte ha mer än ett skepp och ett vapen. Vapnet går dock att uppgradera. Det går inte att sälja föremål till andra spelare då multiplayer-funktionen inte är implementerad.
Vissa aktiviteter resulterar i att så kallade "Sentinels" dyker upp som kommer att försöka döda den spelarstyrda rollfiguren om denna dödar för många livsformer eller utvinner för mycket resurser från planeterna. Robotarna byggdes för länge sedan av en annan ras, men är nu utom kontroll. Spelarna delar på universumet men kan inte utbyta koordinater med varandra. Om två spelare ändå råkar hamna på samma planet, även offline, skulle systemet med processuell generering säkerställa att båda skulle se samma förhållanden, former av liv och andra aspekter. Ingen ytterligare data behöver förvaras eller hämtas från spelservrarna.
Spelets originalprototyp utarbetades av Sean Murray på Hello Games och utökades senare till en grupp på 5 personer, innan den första teasern presenterades i december 2013. Sedan dess har mer än halva teamet på Hello Games jobbat med spelet fram till dess utgivning. Sony tillhandahöll stöd för marknadsföring men spelutvecklarna avböjde ytterligare uppbackning. Sony utannonserade formellt spelet under deras presskonferens vid E3 2014. No Man's Sky blev därmed det första indiespel som presenterats på konventets huvudevent. 
Under Paris Games Week i oktober 2015 offentliggjorde Sony att spelet skulle släppas till Playstation 4 i juni 2016. Det utgavs i augusti 2016 till PS4 och Microsoft Windows.

## Spelupplägg

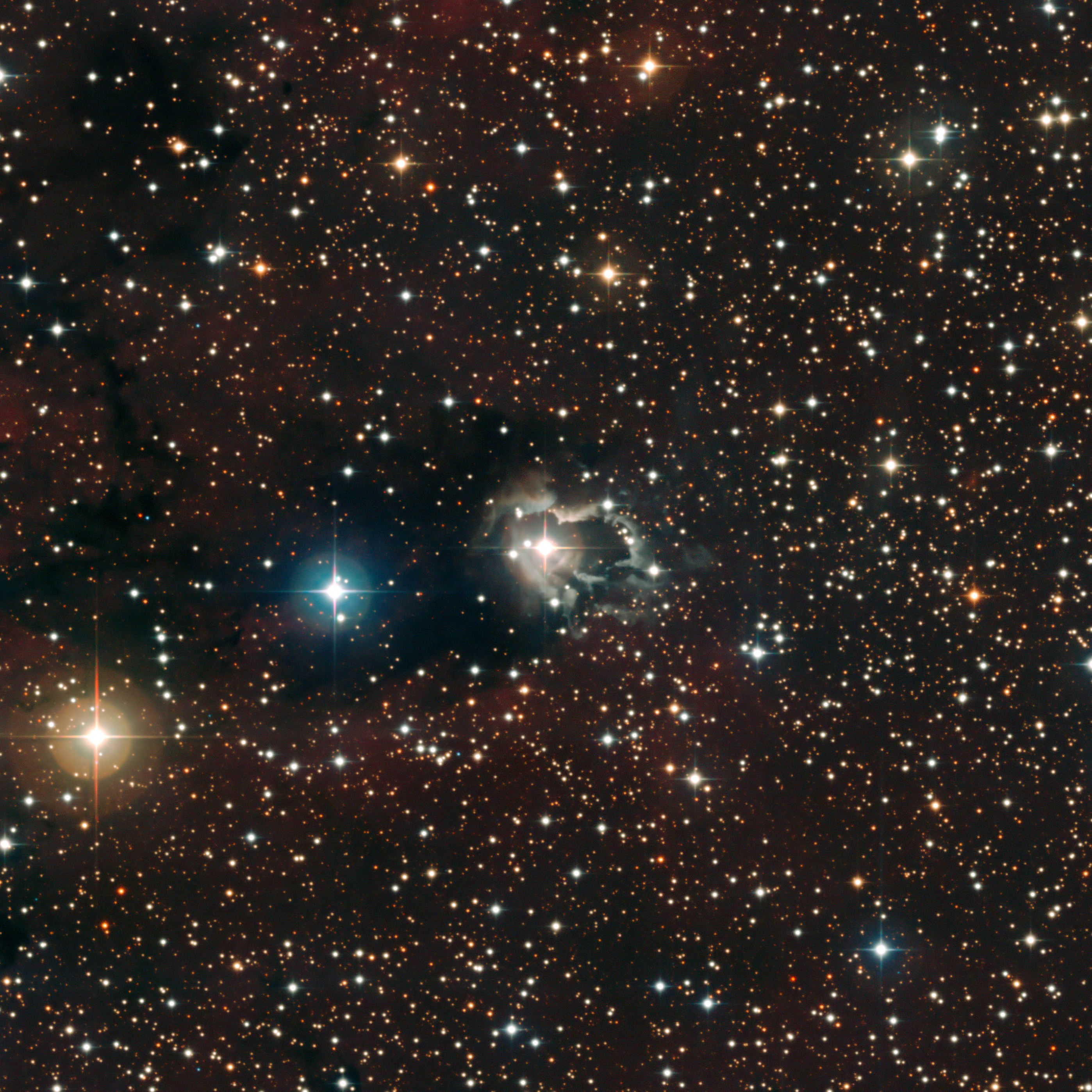
Spelaren kan i No Man's Sky utforska ett processuellt genererat universum

No Man's Sky är ett open worldspel i ett förstapersonsperspektiv. Spelaren kontrollerar en upptäcktsresande i ett outforskat universum. Rollfiguren är utrustad med en uppsättning överlevnadsredskap; en rymddräkt med jetpack, ett multiverktyg som kan användas för scanning, grävning, insamling av resurser och vid stridssituationer med varelser på planeter, samt en rymdfarkost som kan landa och resa mellan planeter och ingå strid med andra rymdskepp. Den av spelaren styrda figuren kan samla in information om planeterna, livsformerna och andra delar av planeterna och ladda upp till The Atlas, en galaktisk databas som figurerar på spelomslaget, vilket belönas med ”units”, spelets valuta. Units används för inhandling av ny överlevnadsutrustning, nya verktyg, och nya rymdfarkoster med kraftfullare förmågor och försvarssystem, något som tillåter att spelaren kan utforska mer av galaxen och överleva i mer ogästvänliga miljöer. Sådana uppgraderingar medför diverse effekter; scanningen med multiverktyget inleds i början med en kort riktad stråle, men kan uppdateras till en betydligt större räckvidd som täcker samtliga riktningar och lokaliserar mineraler och andra fyndigheter i marken.
Spelarens möjlighet att utforska planeter begränsas enbart av hur stora avstånd rymdfarkosten kan flyga mellan och hur mycket bränsle det för tillfället har. Spelaren kan beskåda en galaktisk karta för navigering mellan olika system, en karta som uppdateras när andra spelare laddar upp sina upptäckter till the Atlas. Ett flertal funktioner finns i rymden mellan planeter, däribland skepp och flottor som tillhör diverse fraktioner som kan vara fientliga mot spelaren eller inleda strider med. Spelarens handlingar påverkar hur fraktionen behandlar denna i framtida möten; till exempel kan hjälp till en fraktions vinst i en batalj resultera i hjälp från fraktionens sida när spelaren stöter på en annan fraktion senare. Det finns också olika rymdbaser där spelare kan ägna sig åt handel med resurser och varor i ett system med fri marknad; en sådan bas finns i varje system med tillhörande planeter, så att spelare kan ha alternativet att köpa bränsle för förflyttning i hyperrymd till andra system. Spelaren har möjlighet att bruka resurser som den har samlat in för att tillverka nya varor, men för detta krävs recept som antingen kan erhållas på egen hand eller köpas från handlare. Detta innebär att spelaren kan införskaffa sällsynta ting i avlägsna delar av galaxen, för att sedan tillverka högt efterfrågade varor som kan säljas. Sådana stationer kommer också sälja ny utrustning till spelaren utifrån varierande utbud.
Utvinning av resurser från en planet eller skador på dess livsformer gör att spelaren får en ”wanted level”, en indikation på hur eftersökt denna är, liknande det system som återfinns i Grand Theft Auto-serien. Detta orsakar närvaro av robotliknande Sentinels på planeterna. Låga nivåer på eftersökningen kan innebära att små drönare uppenbarar sig, som ganska enkelt kan besegras, medan jättelika vandrande maskiner kan slå till mot spelaren vid högre nivåer. Den spelarstyrda rollfiguren kan dö på ett flertal olika sätt. Exempelvis kan giftiga eller syrefattiga omgivningar, attacker från farliga livsformer eller Sentinels, eller tillintetgörande vid rymdstrider med diverse datorstyrda fraktioner i galaxen orsaka dödliga skador. Om rollfiguren dör på en planet återuppväcks den i närheten av dess rymdfarkost. Om det skulle ske vid en strid i rymden väcks spelarfiguren till liv på en närliggande rymdstation. Oavsett går all information förlorad om den inte laddats upp till "the Atlas", tillika insamlade resurser, men all utrustning som tidigare erhållits återfås.

### Spelupplägget medprocessuell generering
Kärnan i No Man's Sky är att spelets virtuella verklighet med dess stjärnor, planeter, livsformer, ekosystem, och beteendet hos de rymdburna fraktionerna, är skapade genom slumpmässig processuell generering via deterministiska algoritmer. Ett enskilt så kallat ”seed number” används för att få fram innehållet, vilket därigenom tar bort kravet på att skapa detta innehåll för hand. Detta möjliggör en nästintill obegränsad spelvärld. Den virtuella galaxen består av över 18 triljoner planeter. En spelare kan besöka en specifik planet, förutsatt att rymdfarkosten har tillräcklig kapacitet, och därmed hitta samma förhållanden som en annan spelare upptäckt. Varje koordinat utgör grunden för en planets topografi, miljöer och växt- och djurliv. Det innebär också att No Man's Sky, förutom online, också kan spelas offline i och med att data inte förvaras i servrar utan genereras allteftersom spelaren fortskrider i spelet. Spelare behöver däremot vara online för att registrera sina upptäckter till the Atlas. Trots att spelaren tillfälligt kan ändra delar av en planet, genom att bland annat gräva efter fyndigheter, finns ändringarna bara där medan spelaren är på planeten. När spelaren lämnar den eller den besöks av en annan försvinner förändringarna. Tiden i spelet har betydelse eftersom varelser på planeterna utvecklas och effekter av erosion sker när spelet fortgår.
Systemet med generering kan skapa en mängd ekosystem på planeterna, inklusive skiftande beteenden hos varelserna. Livet på planeterna baseras på avståndet till deras sol, där planeter utanför den beboeliga zonen är mer öde. Samtidigt som alla stjärnor inte kommer ha beboeliga planeter, kommer de erbjuda potentiella resurser till spelaren. Spelutvecklarna strävade efter en 90-10 regel: omkring 90% av planeterna är obebodda och av de 10% som har liv har 90% av dessa enkla livsformer, något som gör planeter med frodiga och levande ekosystem unika i den virtuella galaxen.
När spelare först startar No Man's Sky blir de placerade på en planet vid kanten av galaxen, därifrån är de sedan fria att göra vad de vill. Spelet har inget uttalat mål men uppmuntrar spelare att försöka nå galaxens centrum utifrån förutsättningarna: planeter nära galaxens centrum har mer exotiska och ogästvänliga miljöer med mer värdefulla resurser och medel för förbättring av utrustning, vilket driver fram utforskande av dessa inre regioner av galaxen. Sean Murray på Hello Games uppgav att en spelare kan tillbringa cirka 40 timmars speltid för att ta sig till galaxens centrum utan att utföra några sidoaktiviteter, men han tror också att spelare kommer spela på det sätt som passar dem själva, några kommer försöka katalogisera all flora och fauna i galaxen, medan andra kommer fokusera på att upprätta handelsrutter mellan planeter.
Genom the Atlas blir spelare krediterade med namn som den första att upptäcka en planet och andra typer information. Spelare måste leta upp fyrbåkar på planeterna för att få tillgång till the Atlas och ladda upp sina upptäckter och därigenom bli krediterad. Spelaren kan ge namn till sina upptäckter och bifoga noteringar kring dem, som exempelvis att ange att en planet har en toxisk eller radioaktiv miljö. Det är möjligt för spelare att landa på andra planeter som har blivit upptäckta och uppladdade till the Atlas, förutsatt att deras rymdfarkoster har tillräckligt med bränsle och kapaciteten att nå de planeterna. På dessa redan utforskade planeter blir spelare ändå belönade för dokumentation av planeten och dess förhållanden, men det kommer inte gå att döpa om detaljer som spelaren som stod för upptäckten namngav.

## Utveckling

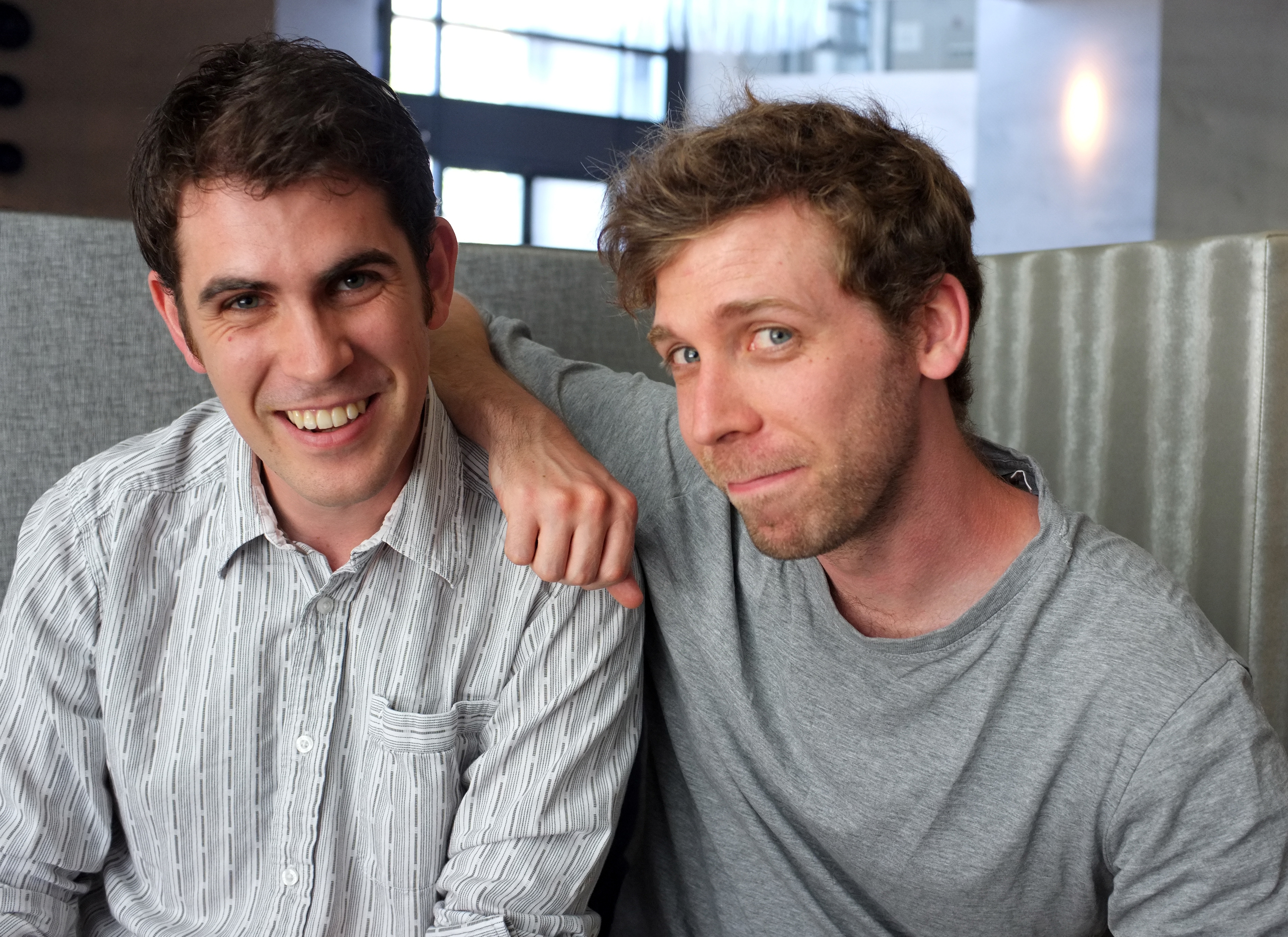
Grundarna av Hello Games, Sean Murray (vänster) och Grant Duncan

Begynnelsen på utvecklingen av No Man's Sky hade sitt ursprung i Sean Murray, medgrundare till Hello Games, någon gång under utvecklingen av spelet Joe Danger 2, något han beskrev som sin egen medelålderskris. Murray, som tidigare var utvecklare på Criterion Games och Burnout-serien, var oroad över att studion skulle trilla in i ett mönster och producera uppföljare efter uppföljare som var fallet med Criterion. När Hello Games fick problem med en amerikansk utgivare insåg Murray att han hade tillfälle att skapa ett helt nytt spel baserat på ett koncept han hade haft sedan barndomen, när han hade ambitioner att bli astronaut. Murray inspirerades också av science fiction och verk av Isaac Asimov, Arthur C. Clarke, och Robert Heinlein, och de omslag dessa hade under 1970- och 1980-talen. De var vanligtvis gjorda av frilansande konstnärer och hade lite gemensamt med historien, men skildrade visuellt lockande scener. Murray uttryckte att upplevelsen han fick av Elite, ett liknande open-worldspel med upptäcktsresor i rymden, var en del av inspirationen till No Man's Sky.
Spelet var ett koncept som studion hade haft sedan bildandet. Murray beskrev att när Dave Ream anslöt sig till teamet som creative director, förklarade Murray att det finns skyskrapor i världen som är väl synliga men byggda utifrån en standardiserad design, och byggnader med en mindre, minimalistiskt arkitektonisk design. Det senare var en riktning som Murray ville att studion skulle gå mot. Ream höll med men insisterade på att studion vid någon punkt skulle göra spelet likt en skyskrapa, ett spel de kunde utveckla utan några begränsningar. Det spelet, Project Skyscraper, hölls i minnet medan studion expanderade och kom över de nödvändiga ekonomiska medel som skulle krävas för förverkligande av andra spel jämte Joe Danger.
Framgångarna med Joe Danger och dess uppföljare gjorde att Sean Murray i hemlighet kunde ägna några dagar varje vecka under ungefär ett års tid med att utveckla grunden till spelmotorn för No Man's Sky. När spelmotorn färdigställdes satte Murray ett lag på fyra personer till att jobba direkt med spelet, medan Joe Danger 2 utvecklades av resten av företaget. De arbetade i ett rum där väggarna fylldes av science-fictionbilder som fungerade som inspiration. Deras jobb hölls hemligt från resten av utvecklingsteamet vilket ledde till smärre spänningar inom kontoren, men Murrays gjorde detta specifikt efter att ha bevittnat vissa gruppkonstellationer fungera mindre väl på Criterion Games. Murray var också bekymrad när det kom till att beskriva spelet för mycket, och oron för att vinkar om titeln kunde leda till missuppfattningar om spelets omfattning och natur fanns också där. Till slut fick Murray erbjudande om att premiärvisa spelet på 2013 års VGX awards och som förberedelse skapades en kort teaser som de delade med de andra på studion några dagar innan tillställningen. När utvecklingen fortsatte tillkom fler medarbetare för att hjälpa till med slutförandet, det slutliga antalet utvecklare i teamet blev 13 stycken. Teasern som presenterades på prisutdelningen på VGX fick stor uppmärksamhet från speljournalister. En översvämning i december 2013 förstörde merparten av företagets kontor och utrustning i Guildford, men de kunde rädda det de hade åstadkommit och återupptog utvecklingen kort därefter.
Precis innan visningen på VGX hade Murray presenterat spelet för olika utgivare och Sony uttryckte stort intresse för att titeln skulle komma till Playstation 4. Murray angav att trots att Sony erbjöd finansiellt stöd ville han och Hello Games bara ta del av Sonys engagemang när det kom till marknadsföring. Något som skulle innebära att spelet blev formellt introducerat på Sonys huvudsakliga mediaevent under det kommande E3 2014; fram till dess hade inget indieutvecklat spel demonstrerats under dessa former. Sonys marknadsföringsansvariga i Storbritannien, Fergal Gara, menade att Sony fullt åtar sig att stödja titeln och behandlar spelet som om det vore ett av deras egna utvecklade spel och överväger en eventuell utgivning i detaljhandeln.
Hello Games förberedde en demonstration där sex planeter skulle visas. Den skulle användas vid E3 och sedermera som en presentation för spelet inför media medan hela versionen – nästan hela tiden i ständig förändring på grund av fokuset på processuell generering – utvecklades. Spelet utannonserades på 2014 års E3 med planer på en exklusiv utgivning på PS4, och senare en utgåva till Windows. Murray kom emellertid att tala till media under E3 2015 och konstaterade då att de planerade släppa spelet samtidigt till båda plattformarna, ett specifikt datum för detta angavs inte. Murray nämnde att till skillnad från mer traditionella spel där fastställda nivåer kan avklaras i en bestämd ordning, krävs det att sammankopplingen mellan alla de olika systemen inuti No Man's Sky ska fungera och färdigställas, innan det skulle kännas rätt att förmedla ett utgivningsdatum. Det cirkulerade rykten inför Paris Game Week 2015 att No Man's Sky skulle ges ut vid sidan av Sonys presskonferens, men Murray och Sony dementerade dessa rykten. Istället offentliggjorde Sony under deras presskonferens att spelets förväntade utgivning skulle bli i juni 2016 till PS4.
Sedan dess avslöjande har Hello Games visat upp spelet inför flera olika pressrepresentanter och speljournalister. Många av dessa demonstrationer har resulterat i möjliga idéer kring tillägg till upplägget i spelet, som exempelvis att tillföra landfordon för utforskning av planeterna eller att tillåta spelare att konstruera byggnader på dem. Hello Games har dock undvikit att tillföra sådana funktioner. Sean Murray uttryckte att de ville leverera den stora vision de hade, och att lägga till mer detaljer skulle kräva ett större team och mer finansiering, något de inte ville. Utvecklarna har angett att de överväger att använda  tekniken med virtual reality, men har ännu inte utannonserat några vidare planer.

### Systemet med processuell generering

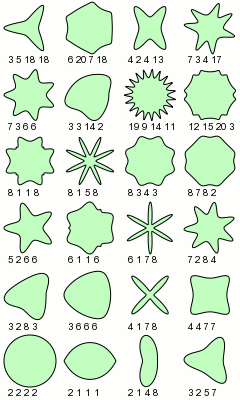
Genereringssystemet i No Man's Sky innefattar användandet av en formel som kan generera olika former som finns i naturen genom några få justerbara parametrar

Merparten av universumet i No Man's Sky är processuellt genererat, däribland solsystem, planeter, vädersystem, växt- och djurliv och beteendet hos dessa, samt artificiella strukturer som byggnader och rymdfarkoster. Det genererande systemet är främst baserat på tillhandahållandet av ett enskilt tal ”seed number”, till deras spelmotor, som i sin tur kan skapa alla funktionerna i universumet på ett identiskt sätt varje gång processen upprepas med samma tal. En upprepning som sker via pseudoslumptalsgeneratorer. En generator används för att skapa universumet, ange positionen för stjärnor och deras spektraltyper, detta genom att använda telefonnumret till en av utvecklarna på Hello Games som det grundläggande talet (”seed”). Pseudoslumptal som genereras beroende av varje stjärnas position, nyttjas för att fastställa hur planeterna runt stjärnan ser ut, medan planetens position används för att fastställa planetens funktioner, och så vidare. Det här förhållningssättet, som brukades i tidiga datorspel för att undvika stort minnes- och lagringsutrymme, krävde inte att varje planet behövde skapas för att sedan förvara den informationen på en server. Detta tillåter spelare att alltid kunna återvända till samma planeter och dela dessa med andra spelare som kan finna samma funktioner. Exempelvis består koden för genereringen av planeternas terräng, enligt Murray, bara av 1 400 rader. Koden varierades för att åstadkomma en navigerbar men tilltalande terräng på planeterna, eftersom några tidigare versioner producerade hänförande men oframkomliga planeter, eller tråkiga och enformiga sådana. Ingången möjliggjorde också för Hello Games en optimal rendering av spelet, i avseendet att det som är synligt för spelaren bestäms direkt via dessa genererande algoritmer. Detta innebar svårigheter med vissa funktioner som floder som i de flesta virtuella miljöer konstrueras genom en fysikmotor som spårar vattnets flöde nerför en sluttning. Murray och hans team utvecklade en lösning för att få med floder och liknande funktioner, utan att rendera ett tillräckligt stort landskap för att utföra samma beräkning.
Utvecklarna gjorde funktionerna på planeterna via genereringssystemet, utöver att de först gjorde huvudsakliga strukturer och utseendet hos dessa för hand. Till exempel gjordes grunderna för skelett och hud hos en varelse, för att sedan låta algoritmen göra slumpmässiga ändringar och därigenom få en stor variation av varelser som liknar mångfalden i naturen utifrån Jordens evolution. De förvissade sig om att delarna av denna genereringsprocess speglade omständigheterna – varelser och växter på en planet som hade blåfärgade mineraler skulle också vara blåfärgade. För att försäkra sig om att den processuella genereringen skulle fungera, skapade utvecklarna en typ av automatiserade sonder som besökte de olika planeterna och tog bilder för utvärdering. Det resulterade i att förändringar genomfördes av utvecklarna. Andra funktioner kom till efter observationer i områden som biologi och geologi som försöker beskriva naturliga mönster med matematik. Exempelvis innefattar koden i spelet en formel (”Superformula”) framlagd av Johan Gielis, som möjliggör beskrivning av många former hos biologiska enheter med ett fåtal justerbara parametrar. Sean Murray har sagt att spelet inte använder denna formel. Spelet använder även Lindenmayersystem som kan skapa strukturer som liknar många alger och växter.
Vissa aspekter av realism har övergivits för ett bättre spelupplägg. Det planetariska genereringssystemet kommer inte att bilda gasjättar, då Murray har velat att alla planeter i spelet ska vara möjliga att utforska. Atmosfären i No Man's Sky är gjord för att få till en dramatisk effekt när en spelare far iväg från eller landar på en planet. Andra element i systemet med processuell generering skapades för att bryta realismen som tidigare fanns inbyggt i spelmotorn, detta för att få mer utomjordiska planeter och förhållanden i systemet.

### Lansering
The New Yorker visade 2015 No Man's Sky på sin The New Yorker Festival, som en del i öppningseventet Tech@Fest, vilket uppmärksammar ämnen inom kultur och teknologi. Sean Murray gjorde ett framträdande och demonstrerade spelet i The Late Show with Stephen Colbert den 2 oktober 2015.
Sony uttryckte intresse att publicera en medföljande skönlitterär bok till spelet. Murray har haft kontakt med serietecknaren och konstnären Dave Gibbons för en eventuell medverkan i projektet.

## Musik

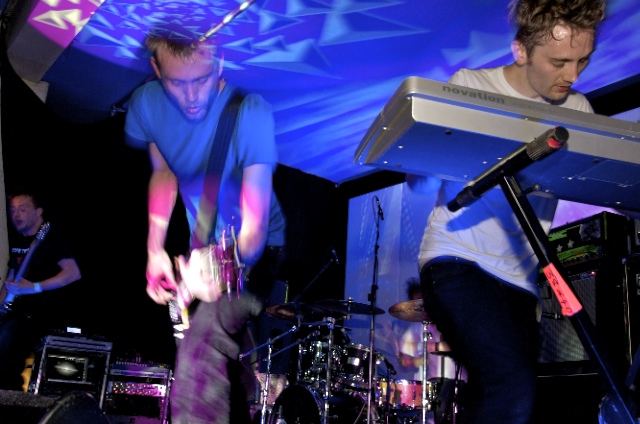
Gruppen 65daysofstatic är involverade i skapandet av musiken till det processuellt genererade soundtracket

No Man's Sky innehåller ett soundtrack av postrockbandet 65daysofstatic, och processuellt genererad ambientmusik komponerad av Paul Weir. Spelet använder ett genererande musiksystem kallat Pulse som utvecklats av Weir, ett system som har tillgång till ett stort bibliotek bestående av loopar och melodier gjorda av 65daysofstatic. Detta skapar slumpmässig musik för att ackompanjera spelandet och synkroniserar med det föränderliga landskapet, och blir mer eller mindre hotfull beroende på om karaktären är i fara. Weir samarbetar också med Hello Games för att skapa djurläten genom att använda ett annat processuellt genererande system vid namn VocAlien.

## Mottagande

### Mottagande före utgivning
Dave Lee på BBC News tyckte att spelet ”stal showen” på 2014 års konferens på E3. Det vann "Best Original Game" och "Best Independent Game" på konventet, som utsågs av en panel med spelkritiker, liksom "Special Commendation for Innovation".
Flera recensenter har jämfört No Man's Sky med spelet Spore av Maxis från 2008. Spore använde processuell generering för att konstruera nya varelser och världar, men omfattningen av detta blev mindre under produktionens gång, vilket resulterade i att spelet inte fick ett lika positivt gensvar som förväntat. Murray har uppgett att han är medveten om att vissa kritiker är försiktigt inställda till No Man's Sky på grund av att Spore lovade snarlika högsträvande mål och misslyckades med att förmedla den upplevelsen till spelare.